# Sigma Cygni
Sigma Cygni (67 Cygni) é uma estrela na direção da constelação de Cygnus. Possui uma ascensão reta de 21h 17m 24.95s e uma declinação de +39° 23′ 40.9″. Sua magnitude aparente é igual a 4.22. Considerando sua distância de 4528 anos-luz em relação à Terra, sua magnitude absoluta é igual a −6.49. Pertence à classe espectral B9Iab.